# Vilâyet Manastır
Das Vilâyet Manastır (osmanisch ولايت مناستر İA Vilāyet-i Manāstır) war ein osmanisches Vilayet, welches im Jahr 1874 gegründet wurde. Das Vilayet umfasste Gebiete im heutigen Ost-Albanien, dem Südwesten der Republik Nordmazedonien und dem nordwestlichen Griechenland.
Die Hauptstadt der Provinz war die Stadt Manastır (heute: Bitola). Es gliederte sich (Stand 1912) in die Sandschaks Monastır, Serfice (heute: Servia), Dibre (heute: Debar), Elbasan und Gorice (heute: Korça). Der territoriale Bestand des Vilâyets und seine Gliederung waren dabei variabel. 1877 wurde es aufgelöst, 1879 aber wieder neu gegründet. Bis 1877 gehörte der Sandschak Üsküb (heute: Skopje) zum Vilâyet, bis 1875 der Sandschak İşkodra (heute: Shkodra) und bis 1877 und nochmals in den Jahren 1880–1882 und 1884–1888 der Sandschak Prizrin (heute: Prizren). Der Sandschak Elbasan wurde 1889 neu gebildet und der Sandschak Serfice 1889 nach dem Verlust Thessaliens dem Vilâyet hinzugefügt. Es wurde nach dem ersten Balkankrieg im Jahr 1912 aufgelöst und zwischen dem Fürstentum Albanien, dem Königreich Griechenland und dem Königreich Serbien aufgeteilt.

Das Vilâyet Monastir im Jahr 1912
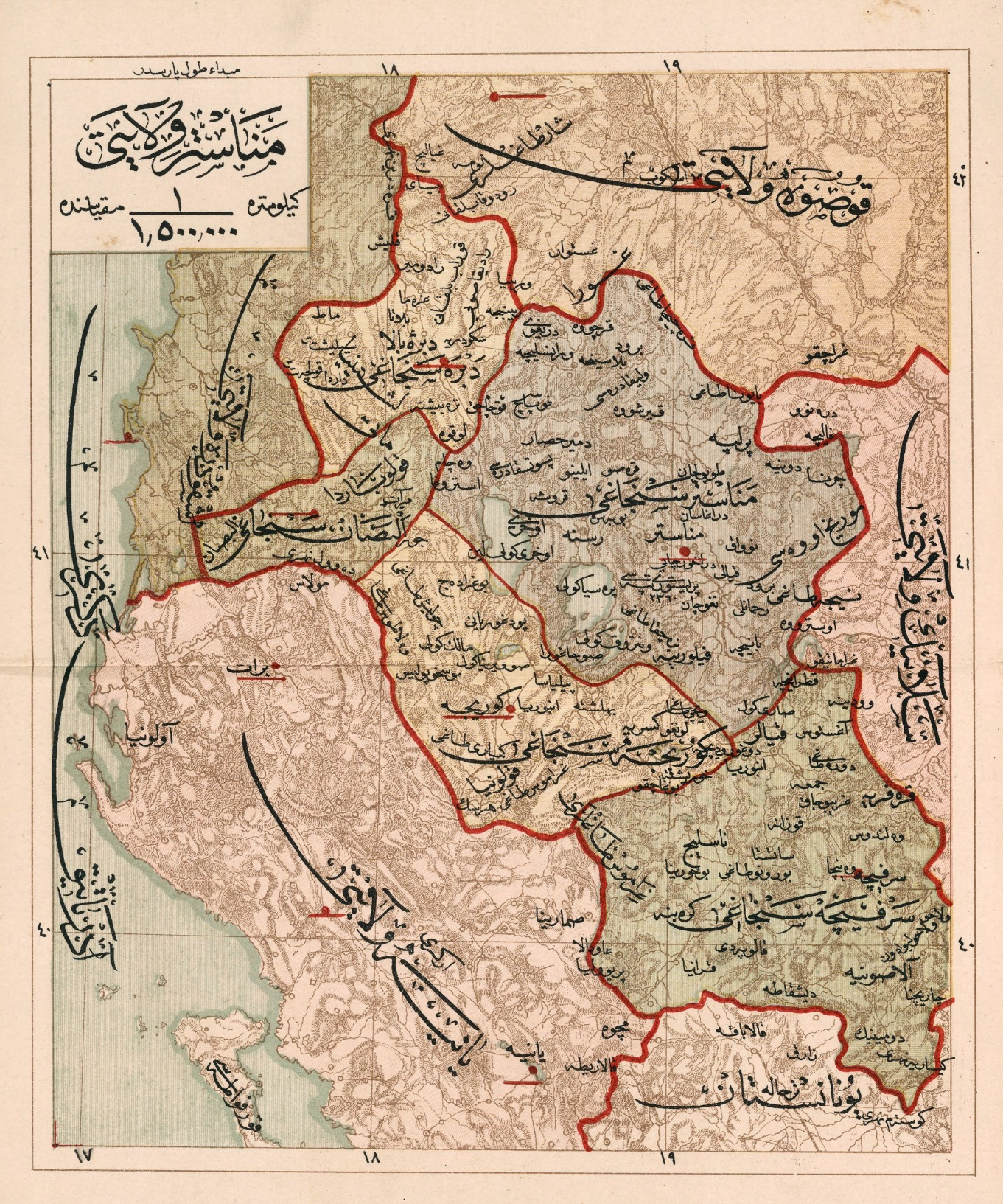
Das Vilâyet Monastir mit den fünf Sandschaks Monastir, Servia, Debar, Elbasan und Korça im Jahr 1907 (mit arabischer Beschriftung)

## Bevölkerung
Es gab eine große Zahl an verschiedenen Ethnien und religiösen Bekenntnissen in der lokalen Bevölkerung.

## Städte
- Bitola
- Ohrid
- Debar
- Korça
- Elbasan
- Kastoria
- Kozani